# Türkler
Türkler – miasto w Turcji w prowincji Antalya, położone na wybrzeżu Morza Śródziemnego. Miasto położone jest około 15 km na zachód od Alanyi, liczy około 25 tysięcy mieszkańców.
Poza turystyką w Türkler rozwija się także ogrodnictwo i budownictwo. Burmistrzem jest Hayri Çavuşoğlu.

## Miasta partnerskie
- Turek[1]
- Zielenogorsk